# Liste von Eigennamen von Deep-Sky-Objekten
Diese Seite ist eine Liste von Eigennamen von Deep-Sky-Objekten. 

## Eigennamen (Auswahl)
In diesem Abschnitt stehen mehr oder weniger gebräuchliche Eigennamen von astronomischen Objekten. Offizielle Eigennamen (gemäß der internationalen astronomischen Union IAU) haben diese Objekte nicht.
| Name (Deutsch)                                  | Name (International)            | Objekttyp                              | Katalognummern (Auszug)                                                          | Bemerkungen und Einzelnachweise |
| ----------------------------------------------- | ------------------------------- | -------------------------------------- | -------------------------------------------------------------------------------- | ------------------------------- |
| Adlernebel                                      | Eagle Nebula                    | Diffuser Nebel und Offener Sternhaufen | Messier 16, IC 4703 + NGC 6611                                                   |                                 |
| Ameisennebel                                    | Ant Nebula                      | Planetarischer Nebel                   | Menzel 3, Hen 2-154                                                              | [ 1 ]                           |
| Antennengalaxien                                | Ringtail Galaxy / Antennae      | Galaxienpaar                           | NGC 4038 + NGC 4039, PGC 37967                                                   |                                 |
| Bärenklauennebel                                | Bear Claw Nebula                | Diffuser Nebel                         | NGC 6334, Gum 64                                                                 | [ 2 ]                           |
| Barnards Galaxie, Barnard-Galaxie               | Barnard’s Galaxy                | Galaxie                                | NGC 6822, IC 4895, PGC 63616                                                     | [ 3 ]                           |
| Barnard’s Loop (Übersetzung: Barnards Schleife) | Barnard’s Loop                  | Emissionsnebel                         | Sh 2-276                                                                         | [ 4 ] [ 5 ] [ 6 ]               |
| Barnards Merope-Nebel                           | Barnard’s Merope Nebula         | Reflexionsnebel                        | IC 349                                                                           |                                 |
| Blackeye-Galaxie                                | Black Eye Galaxy                | Galaxie                                | Messier 64, NGC 4826, PGC 44182                                                  | [ 7 ]                           |
| Blasennebel                                     | Bubble Nebula                   | Emissionsnebel                         | NGC 7635                                                                         | [ 8 ]                           |
| Blauer Schneeball                               | Blue Snowball                   | Planetarischer Nebel                   | NGC 7662, PK 106-17.1                                                            | [ 9 ]                           |
| Blinkender Nebel                                | Blinking Planetary              | Planetarischer Nebel                   | NGC 6826, PK 083+12.1                                                            | [ 10 ]                          |
| Bodes Galaxie                                   | Bodes’s Nebula                  | Galaxie                                | Messier 81, NGC 3031, PGC 28630                                                  | [ 11 ] [ 12 ]                   |
| Bumerangnebel, Bumerang-Nebel                   | Boomerang Nebula                | Planetarischer Nebel                   | ESO 172-7                                                                        | [ 13 ]                          |
| Californianebel, California-Nebel               | California Nebula               | Emissionsnebel                         | NGC 1499                                                                         |                                 |
| Cirrusnebel                                     | Cirrus Nebula                   | Supernovaüberrest                      | NGC 6960 + NGC 6974 + NGC 6979 + NGC 6992 + NGC 6995 + IC 1340                   | [ 14 ]                          |
| Crescent-Nebel                                  | Crescent Nebula                 | Emissionsnebel                         | NGC 6888                                                                         |                                 |
| De Mairans Nebel                                | De Mairan’s Nebula              | Diffuser Nebel                         | Messier 43; NGC 1982                                                             |                                 |
| Eiernebel                                       | Egg Nebula                      | Diffuser Nebel                         | CRL 2688                                                                         |                                 |
| Elefantenrüsselnebel, Elefantenrüssel-Nebel     |                                 | Emissionsnebel und Sternhaufen         | IC 1396A, vdB 142                                                                | [ 15 ]                          |
| Entennebel                                      | Duck Nebula                     | Diffuser Nebel                         | NGC 2359 + IC 468                                                                |                                 |
| Eskimonebel                                     | Eskimo Nebula                   | Planetarischer Nebel                   | NGC 2392, PK 197+17.1                                                            |                                 |
| Eulenhaufen                                     | Owl Cluster                     | Offener Sternhaufen                    | NGC 457                                                                          | [ 8 ]                           |
| Eulennebel                                      | Owl Nebula                      | Planetarischer Nebel                   | Messier 97, NGC 3587, PK 148+57.1                                                |                                 |
| Feuerradgalaxie                                 | Pinwheel Galaxy                 | Galaxie                                | Messier 101, NGC 5457, PGC 50063                                                 | [ 16 ] [ 17 ]                   |
| Flammender Baum                                 | Flame Nebula                    | Emissionsnebel                         | NGC 2024                                                                         |                                 |
| Flammennebel                                    | Flame Nebula                    | Emissionsnebel                         | NGC 2024                                                                         |                                 |
| Große Magellansche Wolke                        | Large Magellanic Cloud (LMC)    | Galaxie                                | LEDA 17223, Sm 29, ESO 56-115                                                    | [ 18 ]                          |
| Hantelnebel                                     | Dumbbell Nebula                 | Planetarischer Nebel                   | Messier 27, NGC 6853, PK 060+3.1                                                 |                                 |
| Heringsnebel, Heringsgalaxie                    | Whale Galaxy                    | Galaxie                                | NGC 4631, PGC 42637                                                              |                                 |
| Herznebel                                       | Heart Nebula                    | Emissionsnebel und Offener Sternhaufen | IC 1805, NGC 896, Westerhout 4                                                   | [ 8 ]                           |
| Hexenkopfnebel                                  | Witch’s Head Nebula             | Reflexionsnebel                        | IC 2118                                                                          |                                 |
| Helixnebel                                      | Helix Nebula                    | Planetarischer Nebel                   | NGC 7293, PK 036-57.1                                                            |                                 |
| Hubbles Veränderlicher Nebel                    | Hubble’s Variable Nebula        | Reflexionsnebel                        | NGC 2261                                                                         |                                 |
| Hufeisennebel                                   | Omega Nebula                    | Diffuser Nebel                         | Messier 17, NGC 6618                                                             |                                 |
| Hyaden                                          | Hyades                          | Offener Sternhaufen                    | Melotte 25                                                                       |                                 |
| Intergalaktischer Wanderer                      | Intergalactic Wanderer          | Kugelsternhaufen                       | NGC 2419                                                                         |                                 |
| Jupiters Geist                                  | Ghost of Jupiter                | Planetarischer Nebel                   | NGC 3242, PK 261+32.1                                                            |                                 |
| Käfer-Nebel                                     | Bug Nebula                      | Planetarischer Nebel                   | NGC 6302, PK 349+01.1                                                            | [ 19 ]                          |
| Kaliforniennebel                                | California Nebula               | Emissionsnebel                         | NGC 1499                                                                         |                                 |
| Katzenaugennebel, Katzenauge                    | Cat’s Eye Nebula                | Planetarischer Nebel                   | NGC 6543, PK 096+29.1                                                            | [ 11 ] [ 1 ]                    |
| Katzenpfotennebel                               | Cat's Paw Nebula                | Diffuser Nebel                         | NGC 6334, Gum 64                                                                 | [ 2 ]                           |
| Kaulquappen-Galaxie                             | Tadpole Galaxy                  | Galaxie                                | LEDA 57129, UGC 10214                                                            | [ 20 ]                          |
| Kembles Kaskade                                 | Kemble's Cascada                | Sternmuster                            |                                                                                  | [ 11 ]                          |
| Kleiderbügelhaufen                              | Coat Hanger                     | Sterngruppe, Sternmuster               | Collinder 399                                                                    |                                 |
| Kleine Magellansche Wolke                       | Small Magellanic Cloud (SMC)    | Galaxie                                | NGC 292, LEDA 3085, Im 6, ESO 29-21                                              | [ 18 ]                          |
| Kleiner Hantelnebel                             | Little Dumbbell Nebula          | Planetarischer Nebel                   | Messer 76, NGC 650 / NGC 651, PK 130-10.1                                        | [ 8 ]                           |
| Kohlensack                                      | Coalsack                        | Dunkelwolke                            | keine Katalognummern                                                             |                                 |
| Kokonnebel, Kokon-Nebel                         | Cocoon Nebula                   | Diffuser Nebel                         | IC 5146 + Collinder 470                                                          | [ 9 ]                           |
| Krebsnebel, Krabbennebel                        | Crab Nebula                     | Supernovaüberrest                      | Messier 1, NGC 1952, Sh 2–244                                                    |                                 |
| Lagunennebel, Lagunen-Nebel                     | Lagoon Nebula                   | Diffuser Nebel                         | Messier 8 / NGC 6523 + NGC 6530 (Sternhaufen) / Westerhout 29                    | [ 14 ]                          |
| Medusanebel, Medusa-Nebel                       | Medusa Nebula                   | Planetarischer Nebel                   | Abell 21, PK 205+14.1                                                            |                                 |
| Minkowskis Fußabdruck                           | Footprint Nebula                | Diffuser Nebel                         | M 1-92                                                                           |                                 |
| Muskelmännchen                                  | Muscle Man                      | Offener Sternhaufen                    | Stock 2                                                                          | [ 8 ]                           |
| Nadelgalaxie                                    | Needle Galaxy                   | Galaxie                                | NGC 4565                                                                         |                                 |
| Nordamerikanebel, Nordamerika-Nebel             | North America Nebula            | Emissionsnebel                         | NGC 7000                                                                         | [ 9 ] [ 14 ]                    |
| Omeganebel, Omega-Nebel                         | Omega Nebula                    | Diffuser Nebel                         | Messier 17, NGC 6618                                                             | [ 21 ]                          |
| Pelikannebel                                    | Pelican Nebula                  | Emissionsnebel                         | IC 5067, IC 5070                                                                 | [ 9 ]                           |
| Pfeifennebel                                    | Pipe Nebula                     | Dunkelwolke                            | LDN 1773, Barnard 59 + 65, 66, 67 + 77, 78                                       | [ 21 ]                          |
| Pferdekopfnebel                                 | Horsehead Nebula                | Emissionsnebel und Dunkelwolke         | IC 434 und Barnard 33                                                            |                                 |
| Plejaden                                        | Plejades                        | Offener Sternhaufen                    | Messier 45                                                                       | [ 14 ]                          |
| Praesepe                                        | Beehive Cluster                 | Offener Sternhaufen                    | Messier 44, NGC 2632                                                             | [ 14 ]                          |
| Retinanebel                                     | Retina Nebula                   | Planetarischer Nebel                   | IC 4406, PK 319+15.1                                                             |                                 |
| Ringnebel                                       | Ring Nebula                     | Planetarischer Nebel                   | Messer 57, NGC 6720, PK 063+13.1                                                 |                                 |
| Rosettennebel                                   | Rosetta Nebula                  | Emissionsnebel und Offener Sternhaufen | NGC 2237, 2238, 2239 + NGC 2244                                                  |                                 |
| Roter Rechtecknebel                             | Red Rectangle                   | Planetarischer Nebel                   | V777 Mon, HD 44179                                                               |                                 |
| Roter Spinnennebel Red-Spider-Nebel             | Red Spider Nebula               | Planetarischer Nebel                   | NGC 6537, Hen 2-340                                                              |                                 |
| Saturnnebel                                     | Saturn Nebula                   | Planetarischer Nebel                   | NGC 7009, PK 037-34.1                                                            |                                 |
| Schildkrötennebel                               | Turtle in Space, Turtle Nebula  | Planetarischer Nebel                   | NGC 6210, PK 043+37.1                                                            |                                 |
| Schleiernebel, Schleier-Nebel                   | Cirrus Nebula                   | Supernovaüberrest                      | NGC 6960 + NGC 6974 + NGC 6979 + NGC 6992 + NGC 6995 + IC 1340                   | [ 14 ]                          |
| Schlüsselloch-Nebel                             | Keyhole Nebula                  | Reflexionsnebel                        | NGC 1999                                                                         |                                 |
| Schmetterlingshaufen, Schmetterlings-Haufen     | Butterfly Cluster               | Offener Sternhaufen                    | Messier 6, NGC 6405                                                              | [ 19 ]                          |
| Schmetterlingsnebel                             | Butterfly Nebula                | Planetarischer Nebel                   | M 2-9                                                                            |                                 |
| Schmetterlings-Nebel                            | Gamma Cygni Nebula              | Emissionsnebel                         | IC 1318                                                                          | [ 23 ]                          |
| Schmuckkästchen                                 | Jewel Box (Herschels Jewel Box) | Offener Sternhaufen                    | NGC 4755, Melotte 114                                                            |                                 |
| Schneeflocken-Nebel                             | Snowflake-Cluster               | Offener Sternhaufen + Nebel            | NGC 2264                                                                         |                                 |
| Schwanennebel, Schwanen-Nebel                   | Swan Nebula                     | Diffuser Nebel                         | Messier 17, NGC 6618                                                             |                                 |
| Sichelnebel                                     | Crescent Nebula                 | Emissionsnebel                         | NGC 6888                                                                         | [ 14 ]                          |
| Siebengestirn                                   | Seven Sisters                   | Offener Sternhaufen                    | Messier 45                                                                       | [ 14 ]                          |
| Sombrerogalaxie                                 | Sombrero Nebula                 | Galaxie                                | Messier 104, NGC 4594, PGC 42407                                                 | [ 24 ]                          |
| Spindelgalaxie                                  |                                 | Galaxie                                | NGC 3115, PGC 29265                                                              |                                 |
| Spirographnebel                                 | Spirograph Nebula               | Planetarischer Nebel                   | IC 418, PK 215-24.1                                                              |                                 |
| Stechrochennebel Stingray-Nebel                 | Stingray Nebula                 | Planetarischer Nebel                   | Hen 3-1357                                                                       |                                 |
| Stephans Quintett                               | Stephans Quintett               | Galaxiehaufen                          | NGC 7317 + NGC 7318A + NGC 7318B + NGC 7319 + NGC 7320                           |                                 |
| Stundenglasnebel                                | Engraved Hourglas Nebula        | Planetarischer Nebel                   | Hen 2-95, MyCn18, RCW 77                                                         |                                 |
| Whirlpool-Galaxie                               | Whirlpool Galaxy                | Galaxie                                | Messier 51, NGC 5194/5195, PGC 47404                                             | [ 25 ]                          |
| Südliche Feuerradgalaxie                        | Southern Pinwheel Galaxy        | Galaxie                                | Messier 83 NGC 5236, PGC 48082                                                   |                                 |
| Südliche Plejaden                               | Southern Plejades               | Offener Sternhaufen                    | IC 2602, Collinder 229, Melotte 102                                              |                                 |
| Südlicher Krebsnebel                            | Southern Crab                   | Planetarischer Nebel                   | Hen 2-104                                                                        |                                 |
| Südlicher Ringnebel                             | Southern Ring Nebula            | Planetarischer Nebel                   | NGC 3132, PK 272+12.1                                                            |                                 |
| Tarantelnebel                                   | Tarantula Nebula                | Emissionsnebel                         | NGC 2070                                                                         | [ 26 ]                          |
| Thors Helm                                      | Thor’s Helmet                   | Diffuser Nebel                         | NGC 2359 + IC 468                                                                |                                 |
| Trifidnebel, Trifid-Nebel                       | Trifid Nebula                   | Emissions- und Reflexionsnebel         | Messier 20, NGC 6514 + Barnard 85                                                | [ 14 ]                          |
| Walgalaxie                                      | Whale Galaxy                    | Galaxie                                | NGC 4631, PGC 42637                                                              |                                 |
| Weihnachtsbaum-Sternhaufen                      | Christmas Tree Cluster          | Offener Sternhaufen                    | NGC 2264                                                                         |                                 |
| Whirlpool-Galaxie                               | Whirlpool Galaxy                | Galaxie                                | Messier 51, NGC 5194/5195, PGC 47404                                             | [ 16 ] [ 25 ]                   |
| Wildentenhaufen                                 | Wild Duck Cluster               | Offener Sternhaufen                    | Messier 11, NGC 6705                                                             |                                 |
| Zigarren-Galaxie                                | Cigar Galaxy                    | Galaxie                                | Messier 82, NGC 3034, PGC 28655                                                  | [ 11 ] [ 27 ]                   |
|                                                 | Barbell Nebula                  | Planetarischer Nebel                   | Messer 76, NGC 650 / NGC 651, PK 130-10.1                                        |                                 |
|                                                 | Blue Flash Nebula               | Planetarischer Nebel                   | NGC 6905, PK 061-09.1                                                            |                                 |
|                                                 | Blue Planetary Nebula           | Planetarischer Nebel                   | NGC 3918, Hen 2-74, PK 294+04.1                                                  |                                 |
|                                                 | Bowtie Nebula                   | Planetarischer Nebel                   | NGC 40, PK 120+9.1                                                               | [ 8 ]                           |
|                                                 | Box Nebula                      | Planetarischer Nebel                   | NGC 6309, PK 009+14.1                                                            |                                 |
|                                                 | Brocchi’s Cluster               | Sterngruppe, Sternmuster               | Collinder 399                                                                    |                                 |
|                                                 | Broken Heart Cluster            | Offener Sternhaufen                    | NGC 2281                                                                         |                                 |
|                                                 | Bug Nebula                      | Planetarischer Nebel                   | NGC 6302, PK 349+01.1                                                            |                                 |
|                                                 | Butterfly Galaxy                | Galaxienpaar                           | NGC 4567 + NGC 4568, PGC 42064 + LEDA 42069                                      |                                 |
|                                                 | Camel’s Eye                     | Planetarischer Nebel                   | NGC 1501, PK 144+6.1                                                             | [ 8 ]                           |
|                                                 | Caterpillar                     | Dunkelwolke                            | Barnard 168                                                                      | [ 9 ]                           |
|                                                 | Cleopatra’s Eye                 | Planetarischer Nebel                   | NGC 1535, PK 206-40.1                                                            |                                 |
|                                                 | Clown Face Nebula               | Planetarischer Nebel                   | NGC 2392, PK 197+17.1                                                            |                                 |
|                                                 | Cocoon Galaxy                   | Galaxie                                | NGC 4485 + NGC 4490                                                              | [ 16 ]                          |
|                                                 | Coma Pinwheel Galaxy            | Galaxie                                | Messier 99, NGC 4254                                                             |                                 |
|                                                 | Cork Nebula                     | Planetarischer Nebel                   | Messer 76, NGC 650 / NGC 651, PK 130-10.1                                        |                                 |
|                                                 | Diabolo Nebula                  | Planetarischer Nebel                   | Messier 27, NGC 6853, PK 060+3.1                                                 |                                 |
|                                                 | Diamond Nebula                  | Planetarischer Nebel                   | NGC 3242, PK 261+32.1                                                            |                                 |
|                                                 | Eight-burst Nebula              | Planetarischer Nebel                   | NGC 3132, PK 272+12.1                                                            |                                 |
|                                                 | Emerald Nebula                  | Planetarischer Nebel                   | NGC 6572, PK 034+11.1                                                            |                                 |
|                                                 | Embryo Nebula                   | Diffuser Nebel                         | IC 1848                                                                          | [ 8 ]                           |
|                                                 | Fish Hook Galaxy                | Galaxienpaar                           | NGC 4656 + NGC 4657                                                              |                                 |
|                                                 | Flaming Star Nebula             | Emissionsnebel                         | IC 405                                                                           |                                 |
|                                                 | Ghost Nebula                    | Emissionsnebel und Offener Sternhaufen | NGC 1977                                                                         | [ 28 ]                          |
|                                                 | Golden Harp Cluster             | Offener Sternhaufen                    | NGC 1502                                                                         | [ 11 ]                          |
|                                                 | Hole in a Cluster               | Offener Sternhaufen                    | NGC 6811                                                                         | [ 10 ]                          |
|                                                 | Horseshoe Nebula                | Diffuser Nebel                         | Messier 17, NGC 6618                                                             | [ 24 ]                          |
|                                                 | Ink Spot                        | Dunkelwolke                            | Barnard 86                                                                       |                                 |
|                                                 | Letter S Cluster                | Offener Sternhaufen                    | NGC 664                                                                          | [ 8 ]                           |
|                                                 | Little Beehive                  | Offener Sternhaufen                    | Messier 41, NGC 2287                                                             |                                 |
|                                                 | Little Gem Nebula               | Planetarischer Nebel                   | NGC 6818, PK 025-17.1                                                            |                                 |
|                                                 | Little Ghost Nebula             | Planetarischer Nebel                   | NGC 6369, Hen 2-232, PK 002+05.1                                                 |                                 |
|                                                 | Lost Galaxy                     | Galaxie                                | NGC 4526                                                                         |                                 |
|                                                 | Magic Carpet Nebula             | Planetarischer Nebel                   | NGC 7027, PK 084-3.1                                                             | [ 9 ]                           |
|                                                 | Opened Box Cluster              | Offener Sternhaufen                    | NGC 2360                                                                         |                                 |
|                                                 | Pazmino’s Cluster               | Offener Sternhaufen                    | Stock 23                                                                         | [ 8 ]                           |
|                                                 | Seagull Nebula                  | Diffuser Nebel                         | NGC 2029 + NGC 2032 + NGC 2035 + NGC 2040 / ESO 56-156 + ESO 56-160 + ESO 56-164 |                                 |
|                                                 | Siamese Twins                   | Galaxienpaar                           | NGC 4567 + NGC 4568, PGC 42064 + LEDA 42069                                      |                                 |
|                                                 | Skull Nebula                    | Planetarischer Nebel                   | NGC 246, PK 118-74.1                                                             |                                 |
|                                                 | Snail Nebula                    | Planetarischer Nebel                   | NGC 6543, PK 096+29.1                                                            |                                 |
|                                                 | Snowglobe Nebula                | Planetarischer Nebel                   | NGC 6781, PK 041-02.1                                                            |                                 |
|                                                 | Spiral Planetary Nebula         | Planetarischer Nebel                   | NGC 5189 (IC 4274), Hen 2-94, GUM 47, PK 307-03.1                                |                                 |
|                                                 | Sunflower Galaxy                | Galaxie                                | Messier 63, NGC 5055                                                             | [ 16 ]                          |
|                                                 | Sunflower Nebula                | Planetarischer Nebel                   | NGC 6543, PK 096+29.1                                                            |                                 |
|                                                 | The Eyes                        | Galaxienpaar                           | NGC 4435 + NGC 4438                                                              |                                 |
|                                                 | The Rectangle                   | Galaxie                                | NGC 4449                                                                         | [ 16 ]                          |
|                                                 | Tuft in the Tail of the Dog     | Offener Sternhaufen                    | Collinder 140                                                                    |                                 |
|                                                 | Twin Jet Nebula                 | Planetarischer Nebel                   | M 2-9                                                                            |                                 |
|                                                 | Veil Nebula                     | Supernovaüberrest                      | NGC 6960 + NGC 6974 + NGC 6979 + NGC 6992 + NGC 6995 + IC 1340                   |                                 |

## Von Sternbildnamen abgeleitete Bezeichnungen (Auswahl)
In diesem Abschnitt sind als kleine Auswahl einige der zahlreichen Objekte verzeichnet, welche einen Namen bekommen haben, welcher von dem Sternbild abgeleitet ist, in dem sie sich befinden.
| Name (Deutsch)                                         | Name (Englisch)         | Objekttyp            | Katalognummern (Auszug)                                               | Bemerkung und Einzelnachweis        |
| ------------------------------------------------------ | ----------------------- | -------------------- | --------------------------------------------------------------------- | ----------------------------------- |
| Andromedanebel, Andromedagalaxie                       | Andromeda Galaxy        | Galaxie              | Messier 31, NGC 224, PGC 2557                                         | benannt nach Andromeda (Sternbild)  |
| Carina-Zwerggalaxie                                    |                         | Galaxie              |                                                                       | benannt nach Carina                 |
| Cassiopeia A                                           | Cassiopeia A            | Supernovaüberrest    | SNR G111.7-2.1                                                        | Radioquelle im Sternbild Cassiopeia |
| Cassiopeia-Zwerggalaxie                                |                         | Galaxie              | Andromeda VII                                                         | [ 29 ]                              |
| Centaurus A                                            | Centaurus A             | Galaxie              | NGC 5128, PGC 46957                                                   | benannt nach Centaurus              |
| Cetus-Zwerggalaxie                                     |                         | Galaxie              |                                                                       | [ 29 ]                              |
| Circinusgalaxie                                        | Circinus Galaxy         | Galaxie              | LEDA 50779, ESO 97-13                                                 | benannt nach Circinus               |
| Coma-Berenices-Haufen                                  |                         | Offener Sternhaufen  | Melotte 111                                                           | benannt nach Coma Berenices         |
| Cygnus A                                               | Cygnus A                | Galaxie              |                                                                       | Radioquelle im Sternbild Schwan     |
| Cygnus Loop                                            | Cygnus Loop             | Supernovaüberrest    | NGC 6960 + NGC 6974 + NGC 6979 + NGC 6992 + NGC 6995 + IC 1340        |                                     |
| Draco-Zwerggalaxie                                     |                         | Galaxie              |                                                                       | [ 29 ]                              |
| Dreiecksnebel, Dreiecksgalaxie                         | Triangulum Galaxy       | Galaxie              | Messier 33, NGC 598, PGC 5818                                         | benannt nach Dreieck (Sternbild)    |
| Orionnebel                                             | Orion Nebula            | Diffuser Nebel       | Messier 42, NGC 1976                                                  | [ 14 ]                              |
| Herkuleshaufen                                         | Hercules Cluster        | Kugelsternhaufen     | Messier 13, NGC 6205                                                  | [ 32 ]                              |
| Fornax A                                               | Fornax A                | Galaxie              |                                                                       | Radioquelle im Sternbild Fornax     |
| Fornax-Zwerggalaxie                                    |                         | Galaxie              |                                                                       | [ 29 ]                              |
| Sagittarius-Wolke                                      | Sagittarius Star Cloud  |                      | Messier 24                                                            |                                     |
| Kleiner Orionnebel                                     |                         | Diffuser Nebel       | Messier 43; NGC 1982                                                  |                                     |
| Leo-Triplett                                           | Leo Triplett            | Galaxie              | M 66-Gruppe (Messier 66 + Messier 65), NGC 3623 + NGC 3627 + NGC 3628 | Löwe (Sternbild)                    |
| Perseus A                                              | Perseus A               | Galaxie              | NGC 1275                                                              | [ 8 ]                               |
| Pegasus-Zwerggalaxie                                   |                         | Galaxie              |                                                                       | [ 29 ]                              |
| Phoenix-Zwerggalaxie                                   |                         | Galaxie              |                                                                       | [ 29 ]                              |
| Pisces-Zwerggalaxie                                    |                         | Galaxie              | LGS 3                                                                 | [ 29 ]                              |
| Sagittarius A                                          | Sagittarius A           | galaktisches Zentrum |                                                                       | Radioquelle im Sternbild Schütze    |
| Sagittarius-Zwerggalaxie                               |                         | Galaxie              |                                                                       | [ 29 ]                              |
| Sculptor-Galaxie                                       | Sculptor Galaxy         | Galaxie              | NGC 253, PGC 2789                                                     | Bildhauer (Sternbild)               |
| Sculptor-Zwerggalaxie                                  |                         | Galaxie              |                                                                       | [ 29 ]                              |
| Sextans-Zwerggalaxie                                   |                         | Galaxie              |                                                                       | [ 29 ]                              |
| Triangulumnebel, Triangulum-Galaxie                    | Triangulum Galaxy       | Galaxie              | Messier 33, NGC 598, PGC 5818                                         | benannt nach Triangulum             |
| Ursa-Major-Gruppe, Ursa-Major-Haufen, Ursa-Major-Strom | Ursa Major Moving Group | Offener Sternhaufen  | Collinder 285                                                         | [ 34 ]                              |
| Ursa-Minor-Zwerggalaxie                                |                         | Galaxie              |                                                                       | [ 29 ]                              |
|                                                        | Table of Scorpius       | Offener Sternhaufen  | NGC 6231                                                              | [ 35 ]                              |

## Von Sternnamen abgeleitete Bezeichnungen (Auswahl)
In diesem Abschnitt sind einige Objekte verzeichnet, welche einen Namen bekommen haben, welcher von einem Stern abgeleitet ist oder welche ursprünglich als Stern klassifiziert worden sind und daher eine Bayer- oder Flamsteed-Bezeichnung erhalten haben.
| Name (Deutsch)                   | Name (Englisch)                                | Objekttyp                              | Katalognummern (Auszug)  | Bemerkung und Einzelnachweis                              |
| -------------------------------- | ---------------------------------------------- | -------------------------------------- | ------------------------ | --------------------------------------------------------- |
| 47 Tucanae                       | 47 Tucanae                                     | Kugelsternhaufen                       | NGC 104, Melotte 1       | Flamsteed-Bezeichnung, ursprünglich als Stern eingeordnet |
| Alpha-Persei-Bewegungshaufen     | Alpha Persei Moving Cluster                    | Offener Sternhaufen                    | Melotte 20, Collinder 39 | [ 8 ]                                                     |
| Eta-Carinae-Nebel                | Eta Carina Nebula                              | Emissionsnebel                         | NGC 3372, Gum 33, RCW 53 |                                                           |
| Gamma-Cygni-Nebel                | Gamma Cygni Nebula                             | Emissionsnebel                         | IC 1318                  | [ 23 ]                                                    |
| h Persei-Chi-Persei-Doppelhaufen |                                                | Offener Sternhaufen                    | NGC 869 / NGC 884        | Bayer-Bezeichnung, ursprünglich als Stern eingeordnet     |
| Lambda-Centauri-Nebel            | Running Chicken Nebula, Lambda Centauri Nebula | Emissionsnebel und Offener Sternhaufen | IC 2948                  |                                                           |
| Maja-Nebel                       | Maia Nebula                                    | Reflexionsnebel                        | NGC 1432                 |                                                           |
| Merope-Nebel                     | Merope Nebula                                  | Reflexionsnebel                        | NGC 1435                 |                                                           |
| Omega Centauri                   | Omega Centauri                                 | Kugelsternhaufen                       | NGC 5139                 | Bayer-Bezeichnung, ursprünglich als Stern eingeordnet     |
| Omicron-Velorum-Haufen           | Omicron Velorum Cluster                        | Offener Sternhaufen                    | IC 2391                  |                                                           |
| κ-Crucis-Haufen                  | κ Crucis Cluster                               | Offener Sternhaufen                    | NGC 4755, Melotte 114    |                                                           |

## Weitere astronomische Listen

### Nach Katalog
- Liste der IC-Objekte
- Liste der NGC-Objekte
- Liste von PGC-Objekten
- Liste von UGC-Objekten

### Nach Objekttyp
- Liste diffuser Nebel
- Liste planetarischer Nebel
- Liste der hellsten Galaxien